# Aviação do Exército Brasileiro
L'Aviazione dell'Esercito brasiliano (In portoghese: Comando de Aviação do Exército) è una branca dell'Esercito Brasiliano che contiene le unità dotate di elicotteri.

## Storia
L'Aviazione dell'esercito brasiliano ha origine nella guerra della triplice alleanza quando l'allora comandante in capo delle truppe brasiliane, Luís Alves de Lima e Silva, decise di sviluppare dei Palloni da osservazione per controllare le truppe nemiche. Uno dei capostipiti dell'aviazione brasiliana fu Ricardo Kirk, che durante la Guerra Contestado (1912-1916) utilizzò per la prima volta monoplani per supportare le truppe di terra. Nel 1941 l'aviazione dell'esercito brasiliano venne inglobata nell'aeronautica brasiliana. Tuttavia nel 1986 venne ribattezzata come Aviazione dell'esercito e da allora questo reparto supporta con elicotteri le truppe di terra dell'esercito brasiliano.

## Struttura
- Comando dell'aviazione dell'esercito con sede a Taubaté con funzioni di comando operativo.
- Direzione dell'aviazione dell'esercito con sede a Brasilia responsabile della logistica.

Sono sei le unità che dispone l'aviazione dell'esercito brasiliano:
- 1º Batalhão de Aviação do Exército (1º BAvEx) dislocato a Taubaté.
- 2º Batalhão de Aviação do Exército (2º BAvEx) dislocato a Taubaté.
- 3º Batalhão de Aviação do Exército (3º BAvEx) dislocato a Campo Grosso.
- 4º Batalhão de Aviação do Exército (4º BAvEx) dislocato a Manaus.
- Batalhão de Manutenção e Suprimento de Aviação do Exército, dislocato a Taubaté.
- Centro de Instrução de Aviação do Exército e a Base de Aviação, dislocato a Taubaté.

## Mezzi Aerei

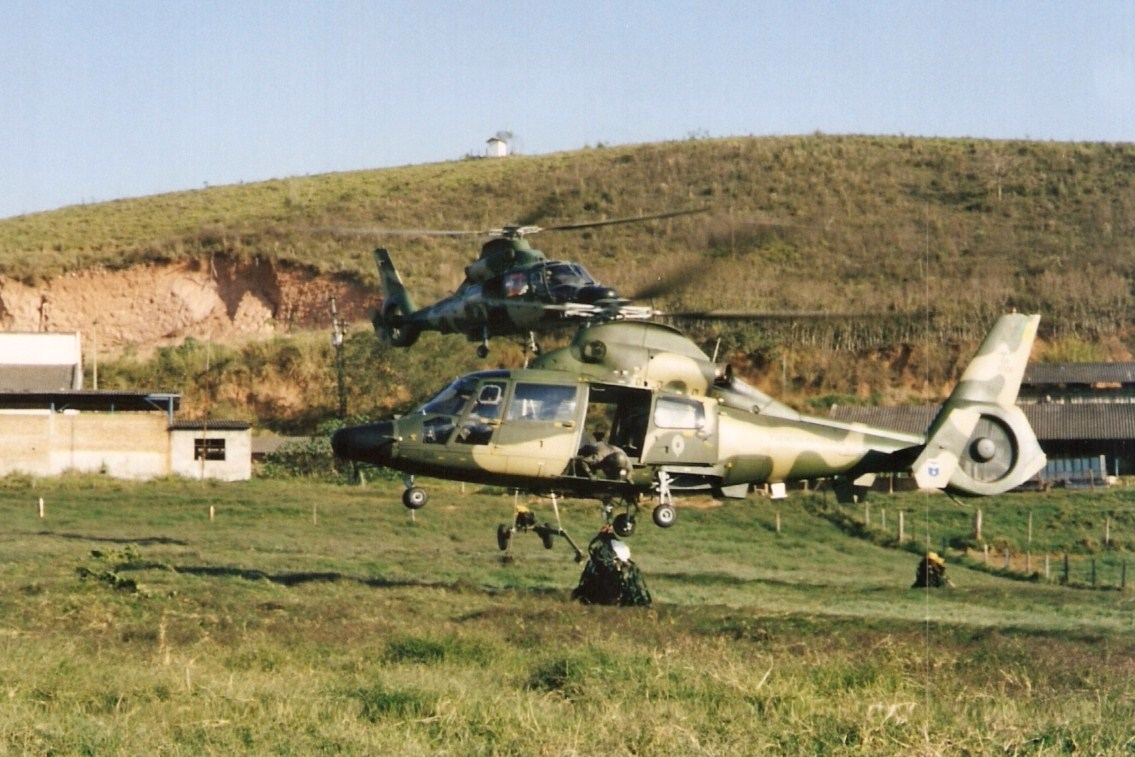
Un AS365

Sezione aggiornata annualmente in base al World Air Force di Flightglobal del corrente anno. Tale dossier non contempla UAV, aerei da trasporto VIP ed eventuali incidenti accorsi durante l'anno della sua pubblicazione. Modifiche giornaliere o mensili che potrebbero portare a discordanze nel tipo di modelli in servizio e nel loro numero rispetto a WAF, vengono apportate in base a siti specializzati, periodici mensili e bimestrali. Tali modifiche vengono apportate onde rendere quanto più aggiornata la tabella.
| Aeromobile                 | Origine         | Tipo                                  | Versione (denominazione locale) | In servizio (2024) | Note | Immagine |
| Aerei da trasporto         |                 |                                       |                                 |                    | |          |
| Short C-23 Sherpa          | Regno Unito     | aereo da trasporto tattico            | C-23B+                          | 0                  | 4 C-23B+ che verranno prelevati dai surplus dello US Army. Saranno sottoposti ad upgrade che comprenderà dispositivi per la visione notturna (NVG), pilota automatico, sistema di allarme per evitare il terreno (TAWS / GPWS), Traffic Alert e Collision Avoidance System (TCAS) e un transponder civile e radar meteorologico. Ulteriori 4 C-23B+ sono stati ordinati a giugno 2018, portando a 8 il numero degli esemplari da consegnare. |          |
| Elicotteri                 |                 |                                       |                                 |                    | |          |
| Aérospatiale AS 550 Fennec | Francia Brasile | elicottero da osservazione ed attacco | AS 550A-2                       | 33                 | I 36 AS 550A-2 in servizio all'ottobre 2019 saranno tutti aggiornati allo standard Fennec AvEx dall'Helibras. |          |
| Eurocopter Panther         | Francia         | elicottero da trasporto ed attacco    | AS 365K2                        | 32                 | 34 AS 365K, dal 2009 al novembre 2024, sono stati modificati allo standard K2 Super Pantera dalla Helibras. Un esemplare è rimasto gravemente danneggiato in un incidente avvenuto all'inizio di marzo 2024. |          |
| Eurocopter AS 532 Cougar   | Francia         | elicotteri da trasporto               | AS 532UE                        | 8                  | 8 AS 532UE consegnati a partire dal 2002. |          |
| Sikorsky UH-60 Black Hawk  | Stati Uniti     | elicotteri da trasporto               | S-70AUH-60L                     | 40                 | 4 S-70A consegnati. Ulteriori 12 UH-60L ex US Army ordinati a maggio 2024. |          |
| Airbus H225M Caracal       | Unione europea  | C/SAR                                 | EC725BR                         | 14                 | Altri 8 ordinati. |          |